# Brad Bergesen
Bradley Steven Bergesen (né le 25 septembre 1985 à Fairfield, Californie, États-Unis) est un lanceur droitier des Ligues majeures de baseball évoluant avec les Diamondbacks de l'Arizona.

## Carrière
Dès la fin de ses études secondaires à Pleasanton (Californie) (juin 2004), Brad Bergesen est drafté par les Orioles de Baltimore au quatrième tour de sélection (109e choix).
Il passe cinq saisons en Ligues mineures au sein de l'organisation des Orioles et porte successivement les couleurs des Bluefield Orioles (R), des Aberdeen Ironbirds (A, 2005), des Delmarva Shorebirds (A, 2006-2007), des Frederick Keys (A+, 2007-2008), des Bowie Baysox (AA, 2008), et des Norfolk Tides (AAA, 2009).
Bergesen débute en Ligue majeure le 21 avril 2009 et obtient à cette occasion sa première victoire. Il lance un premier match complet en carrière le 14 juin contre les Braves d'Atlanta. Sa saison 2009 est stoppée le 30 juillet sur blessure. Il reçoit la balle frappée par le Billy Butler des Royals de Kansas City en plein genou gauche. Il avait ce moment une fiche victoires-défaites de 7-5 et une belle moyenne de points mérités de 3,43 en 19 départs.
En 2010, Bergesen est lanceur partant des Orioles dans 28 des 30 parties qu'il joue. Il remporte 8 victoires contre 12 défaites avec une moyenne de points mérités de 4,98 en 170 manches de travail au monticule. Il lance deux matchs complets.
En 2011, il alterne entre l'enclos de relève et le poste de lanceur partant. En 34 matchs (12 comme partant) et 101 manches lancées, sa moyenne de points mérités s'élève à 5,70 avec seulement 2 victoires contre 7 défaites. Le 14 mai, il réussit son premier blanchissage en carrière dans un gain de 6-0 des Orioles sur les Rays de Tampa Bay.
Le 20 juillet 2012, Bergesen, qui évolue dans les mineures avec un club-école des Orioles depuis le début de l'année, est réclamé au ballottage par les Diamondbacks de l'Arizona.

## Statistiques
| Saison | Équipe    | G  | GS | CG | SHO | V  | D  | SV | IP    | SO  | ERA  |
| ------ | --------- | -- | -- | -- | --- | -- | -- | -- | ----- | --- | ---- |
| 2009   | Baltimore | 19 | 19 | 1  | 0   | 7  | 5  | 0  | 123.1 | 65  | 3,43 |
| 2010   | Baltimore | 30 | 28 | 2  | 0   | 8  | 12 | 0  | 170.0 | 81  | 4,98 |
| Totaux | Totaux    | 49 | 47 | 3  | 0   | 15 | 17 | 0  | 293.1 | 146 | 4,33 |

Note: G = Matches joués ; GS = Matches comme lanceur partant ; CG = Matches complets ; SHO = Blanchissages ; 
V = Victoires ; D = Défaites ; SV = Sauvetages ; IP = Manches lancées ; SO = retraits sur des prises ; ERA = Moyenne de points mérités.